# Pseudocoladenia dan
Pseudocoladenia dan là một loài bướm thuộc họ Bướm nhảy.

## Hình ảnh

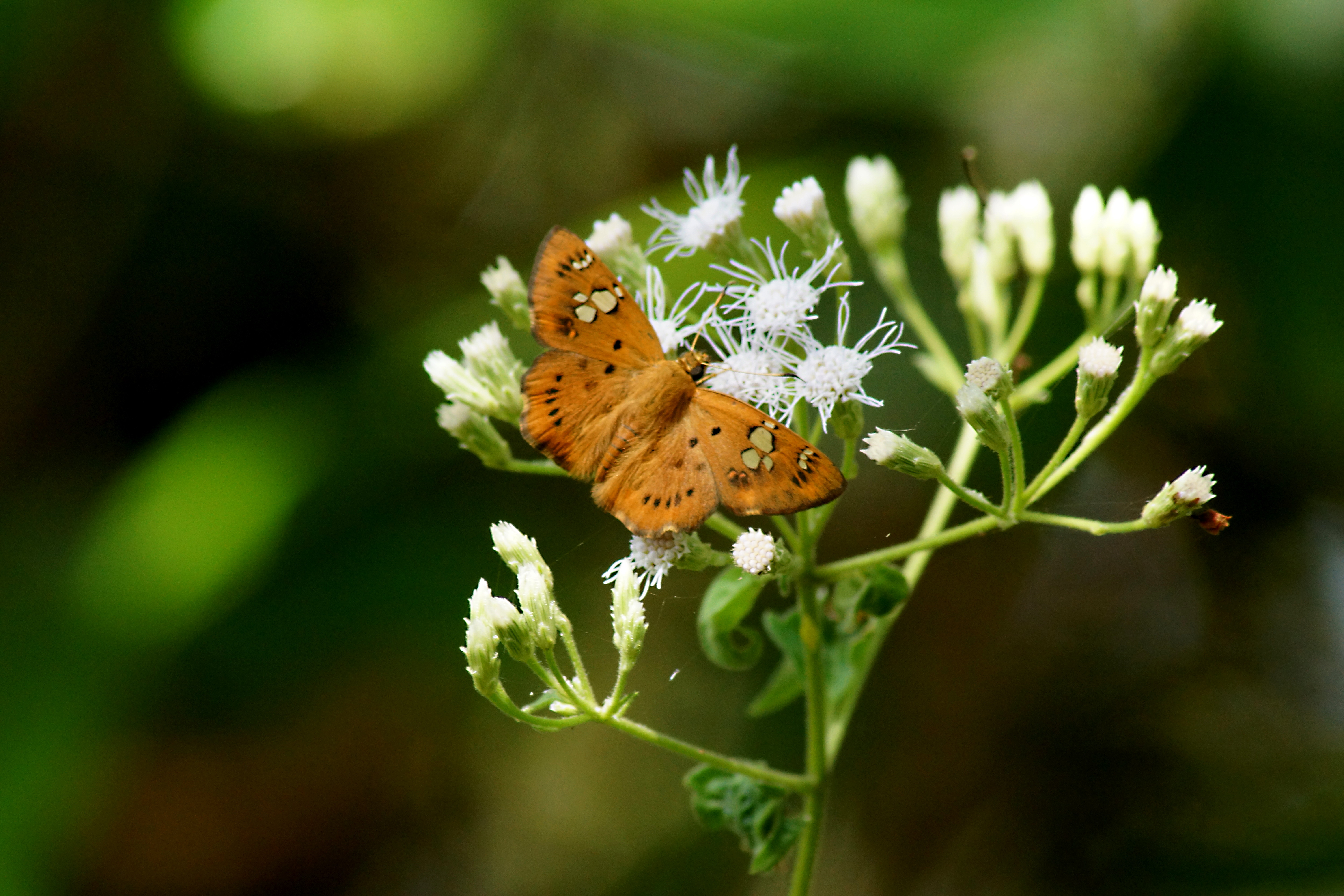
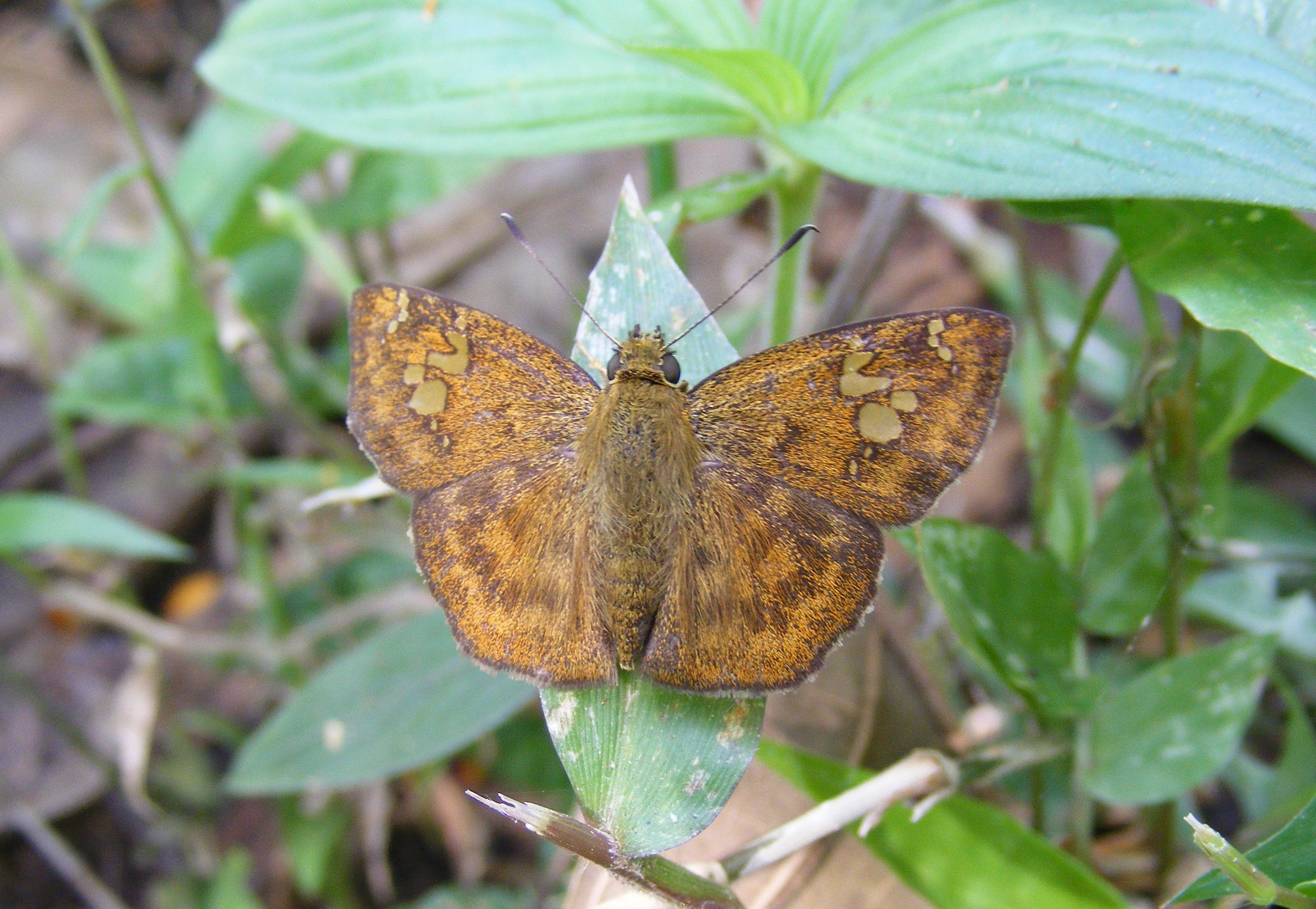
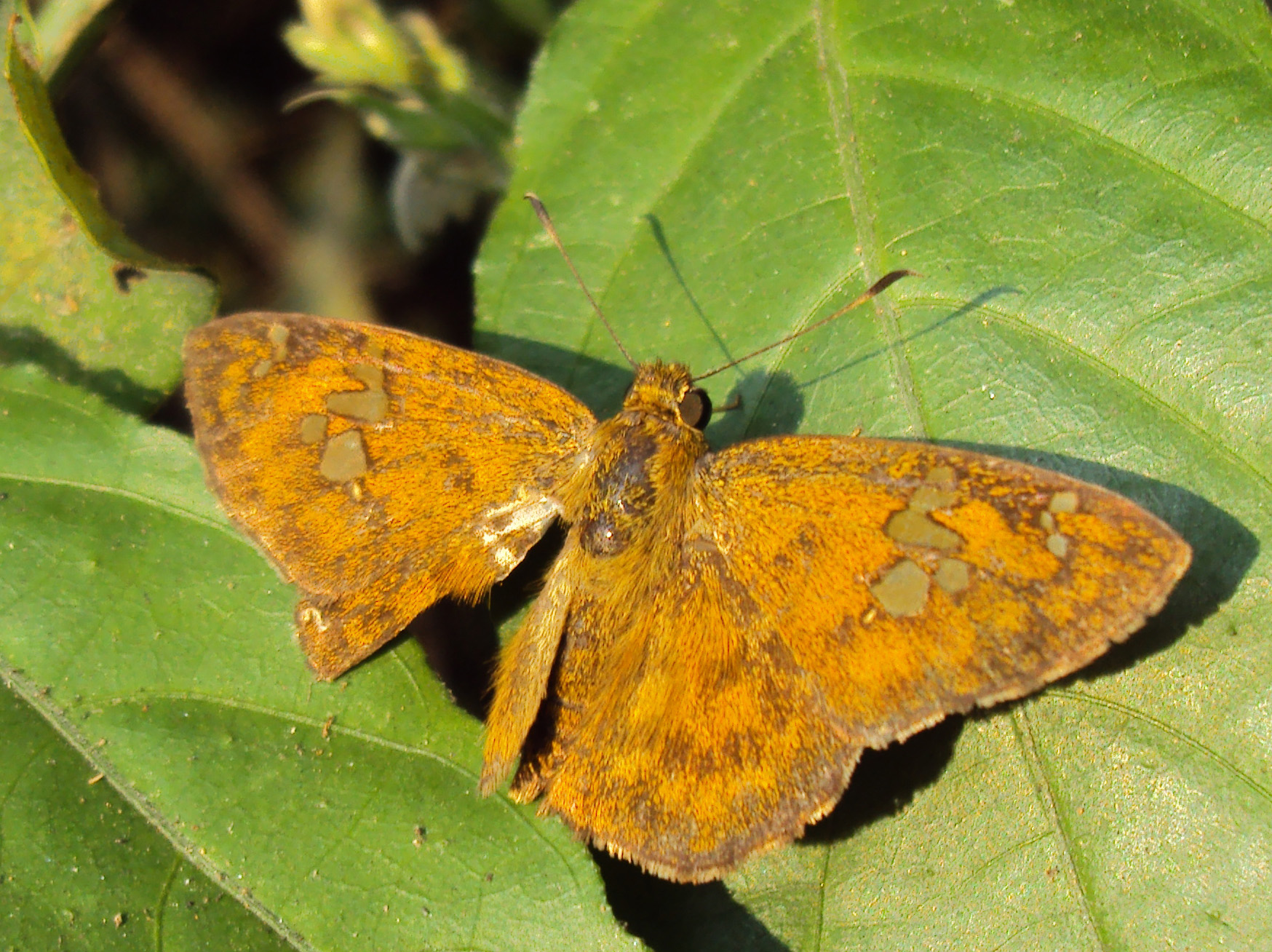
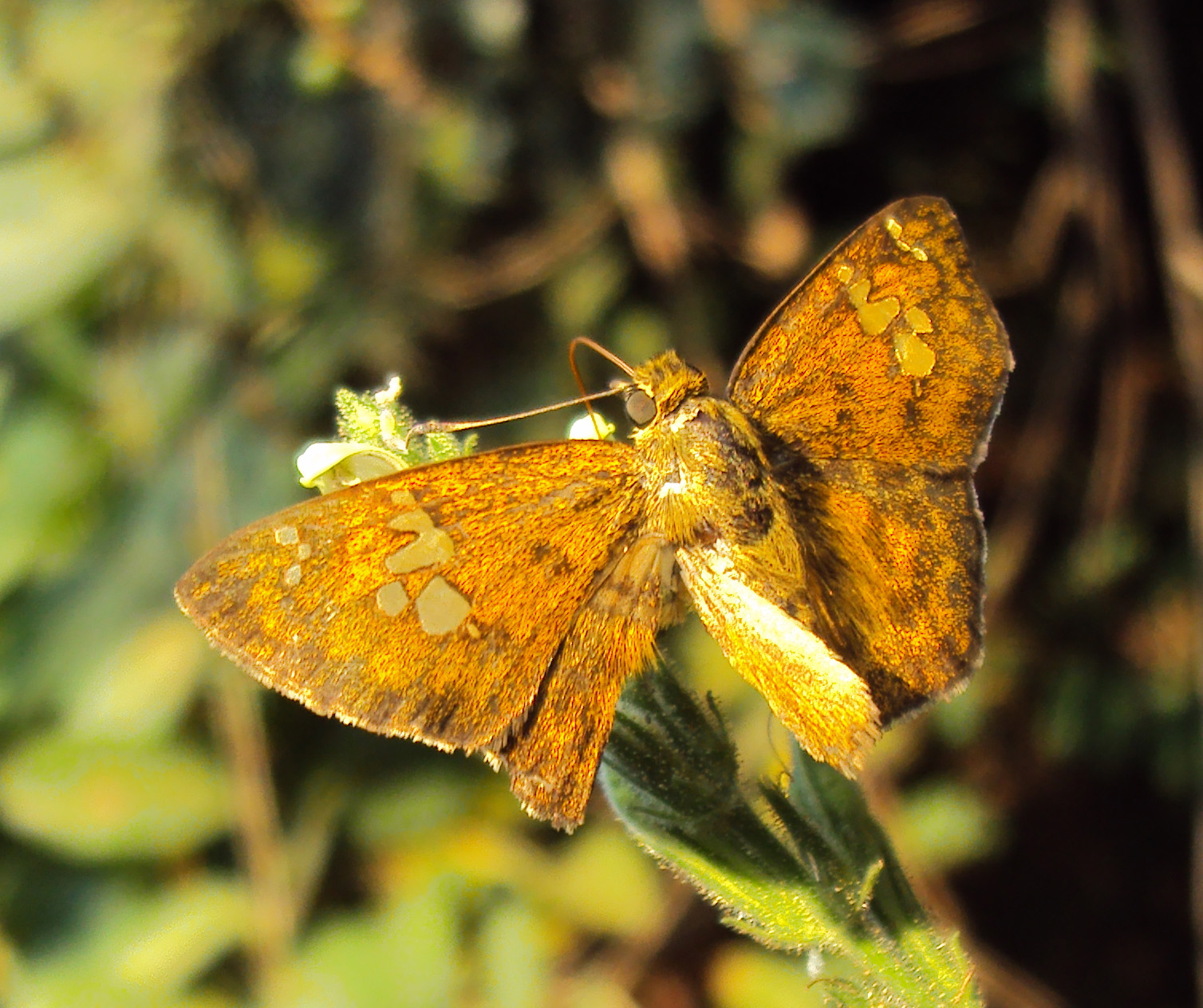